# Westpole Motors
Westpole Motors war ein britischer Hersteller von Automobilen.

## Unternehmensgeschichte
Das Unternehmen begann 1959 mit der Produktion von Automobilen und Kits. Der Markenname lautete Westpole. 1961 endete die Produktion. Insgesamt entstanden etwa 20 Exemplare.

## Fahrzeuge
Im Angebot stand nur ein Modell, das je nach Quelle Weslite oder Westlite hieß. Die Basis bildete das Fahrgestell vom Ford Popular. Darauf wurde eine Karosserie aus Fiberglas montiert. Offene und geschlossene Aufbauten standen zur Wahl. Der Preis für einen Bausatz betrug 100 Pfund, eine Windschutzscheibe zusätzlich 18 Pfund.